# Claviorganum

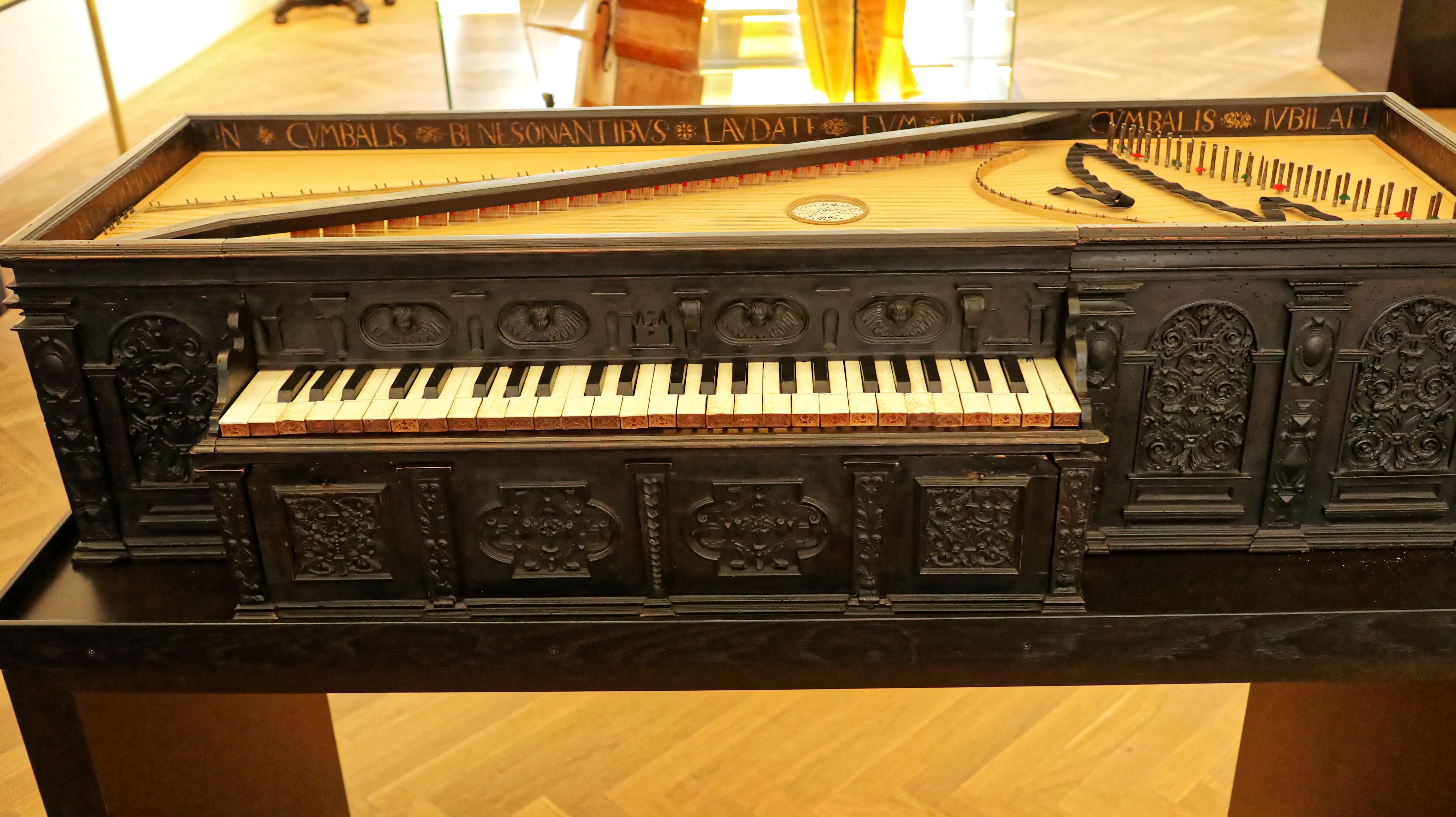
Claviorganum von Josua Pock, 1591, im DomQuartier Salzburg

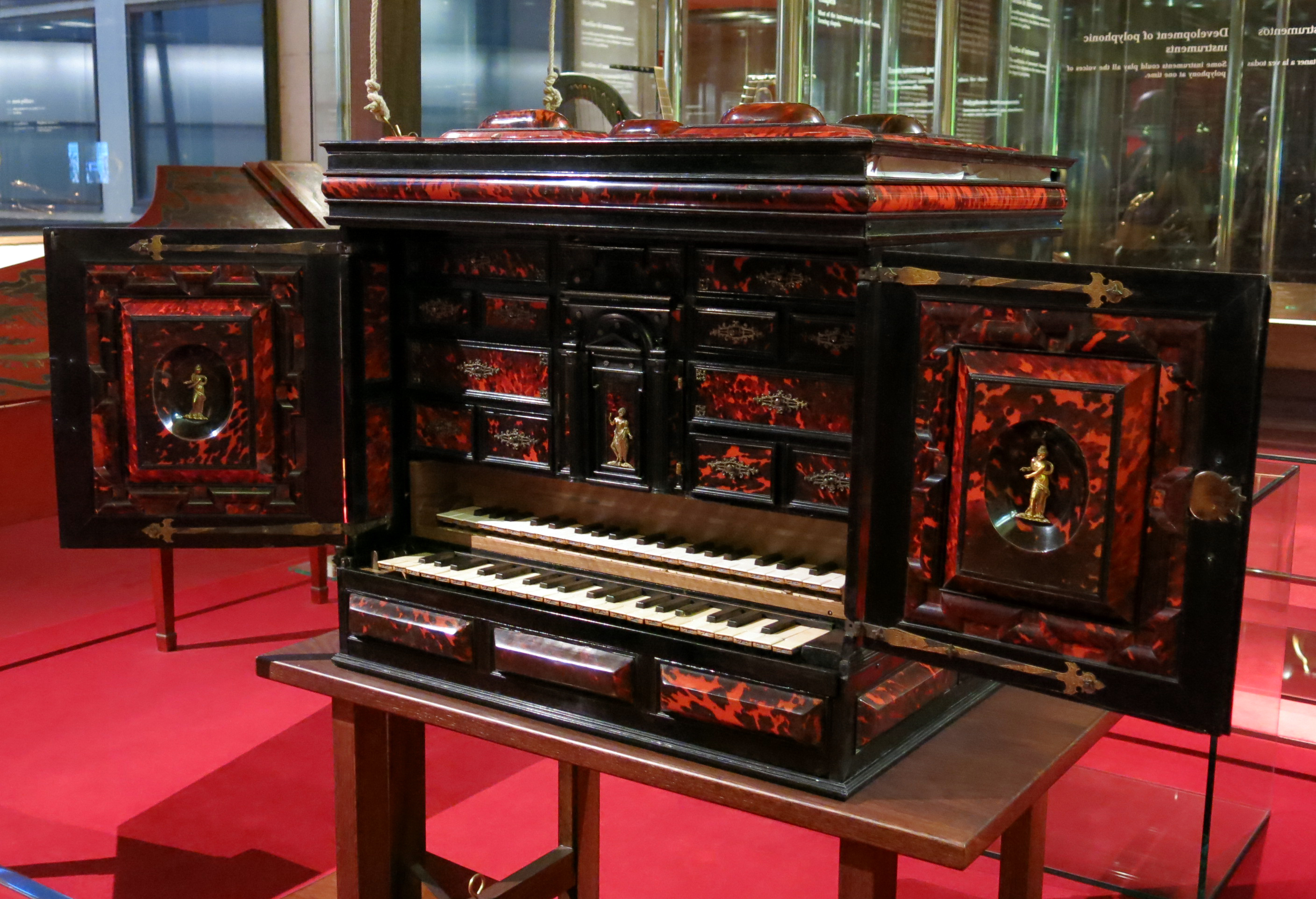
Claviorganum von Lorenz Hauslaib, Nürnberg. ca. 1590, im Museu de la Música in Barcelona

Unter einem Claviorganum (seltener auch Klaviorganum) versteht man ein Tasteninstrument, das Cembalo (resp. Spinett oder Virginal) und Pfeifenorgel zugleich ist. Die Größe ist einer Truhenorgel vergleichbar. Bis zum 17. Jahrhundert gab es auch Instrumente, die ein Kielinstrument mit einem Regal kombinieren.

## Bauweise
Orgel- und Cembalo-Teil eines Claviorganums können sowohl einzeln als auch gleichzeitig gespielt werden. Die Instrumente können ein oder – ab dem 17. Jahrhundert – auch zwei Manuale aufweisen; bei zweimanualigen Claviorgana wird das Orgelwerk vom unteren Manual bedient, während gleichzeitig von diesem auch Register des Cembalos gespielt werden können. Das Orgelwerk verfügt manchmal über in Bass und Diskant geteilte Register.
Es gab auch Claviorgana in anderen Formen, z. B. kastenförmig (Servatius Rorif, ca. 1565–1569, Kunsthistorisches Museum, Wien), oder in Gestalt eines kostbaren und ungewöhnlichen Schranks (Lorenz Hauslaib, ca. 1590, Museu de la Música, Barcelona).
Ende des 18. Jahrhunderts entstand auch die seltene Kombination eines Tafelklaviers mit Kleinorgel.

## Geschichte
Die Existenz des Claviorganums ist seit dem 15. Jahrhundert belegt; es wird zum ersten Mal 1460 im Liber vigintium artium des Paulus Paulirinus erwähnt. Das Claviorganum war anscheinend besonders beliebt in Renaissance und Frühbarock. Der spanische Infant Don Juan, Sohn der „katholischen Könige“ Ferdinand II. und Isabella I., besaß um 1480 neben anderen Tasteninstrumenten auch zwei Claviorgana, die Mohama Mofferiz, der sogenannte „Mohr von Saragossa“ gebaut hatte. Auch im Inventar, das nach dem Tode Philipps II. 1598 aufgestellt wurde, erscheinen neben neun „clavicordios“ auch zwei Claviorgana. Auch Heinrich VIII. von England besaß bei seinem Tode laut Inventaren von 1542 und 1547 fünf „virgynalls with regals“.
Aussagen von Charles Jennens und Charles Burney lassen darauf schließen, dass Georg Friedrich Händel ab 1739 eine Kombination aus Cembalo und Orgel bei Aufführungen seiner Oratorien und Orgelkonzerte verwendete.

## Erhaltene Instrumente
Die meisten der bis heute erhaltenen Instrumente sind nicht mehr spielbar. Die folgende Aufstellung listet nur eine Auswahl der wichtigsten Instrumente, sie ist nicht vollständig.

### Claviorganum von Servatius Rorif
Im Musikinstrumentenmuseum des Kunsthistorischen Museums in Wien befindet sich ein kleines kastenförmiges, aber sehr aufwendiges Claviorganum, das bereits in einem Inventar aus Ambras von 1596 erwähnt wird. Es wird mittlerweile dem in Augsburg und Innsbruck tätigen Organisten und Orgelbauer Servatius Rorif (gestorben 1593) zugeschrieben und ist vermutlich zwischen 1565 und 1569 entstanden, und damit das älteste erhaltene Claviorganum. Rorif beschreibt es in einem Brief an Erzherzog Ferdinand II. als ein Instrument mit „...Saiten, Harpfen, Pfeifen, Sagkpfeifen, Voglgesang, Tremulant und ander vil mer Stimmwerk, das also zusammen 18 Register hat“.
Das Orgelwerk des Instruments hat ein 8' Gedackt, 4'- und 2'-Register, eine Zimbel und zwei 4'-Regale. Das dazugehörige Virginal steht in 4'-Lage und hat einen Lautenzug („Harpfen“). Die übrigen Register sind Scherzregister wie z .B. „Fröschdanz“ oder „Sagkpfeifen“, die nur aus wenigen Tönen bestehen.

### Claviorganum von Lodewijk Thewes
Das erste erhaltene Tasteninstrument aus England und das erste erhaltene große Claviorganum ist ein Instrument von Lodewijk Theewes von 1579 im Victoria and Albert Museum, London. Es ist nur fragmentarisch erhalten, aber Untersuchungen haben ergeben, dass der einmanualige Cembaloteil des Theewes-Claviorganums die Disposition 8'-8'-4' hatte – es ist das früheste erhaltene Cembalo mit dieser Disposition. Es wurden außerdem Spuren einer Metallbekielung an mindestens einem Register gefunden, und das Instrument hatte anscheinend auch einen Arpichordum-Zug, wie man ihn sonst vor allem bei flämischen Muselar-Virginalen findet. Das Instrument hatte einen chromatisch durchgehenden Umfang von C–c''', in einer Zeit wo man auf dem europäischen Kontinent fast nur Tasteninstrumente mit kurzer Bassoktave baute.

### Claviorganum von Bortolotti
Ein ähnliches Claviorganum von Alessandro Bortolotti, Gottlob W. S. Gut und Francesco Bonafinis ist mit 1585 datiert. Es befindet sich derzeit in Brüssel im Musée des Instruments de Musique.

### Das Salzburger Claviorganum des Josua Pockh

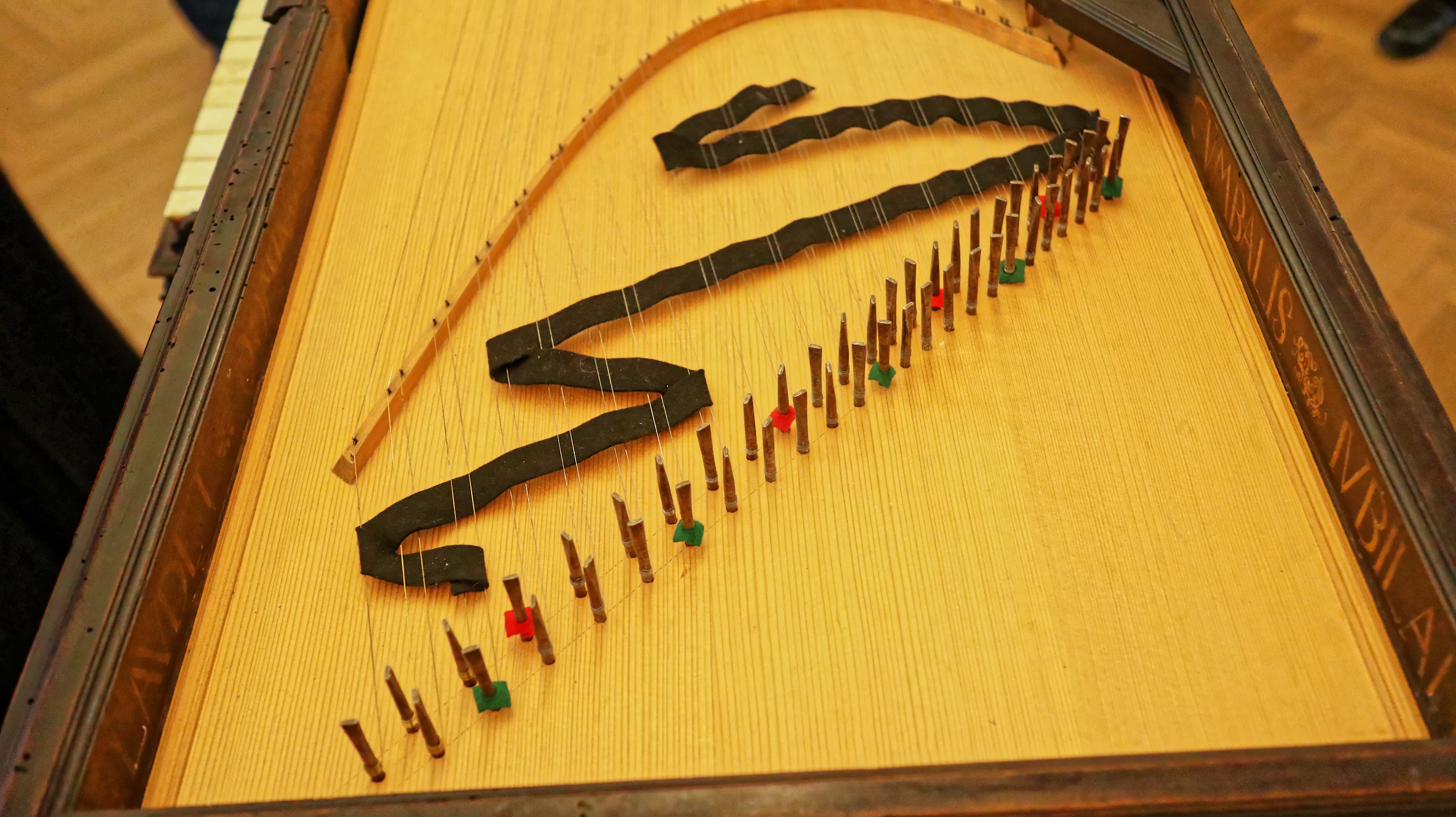
Saiten des Claviorganums von Josua Pockh im DomQuartier Salzburg

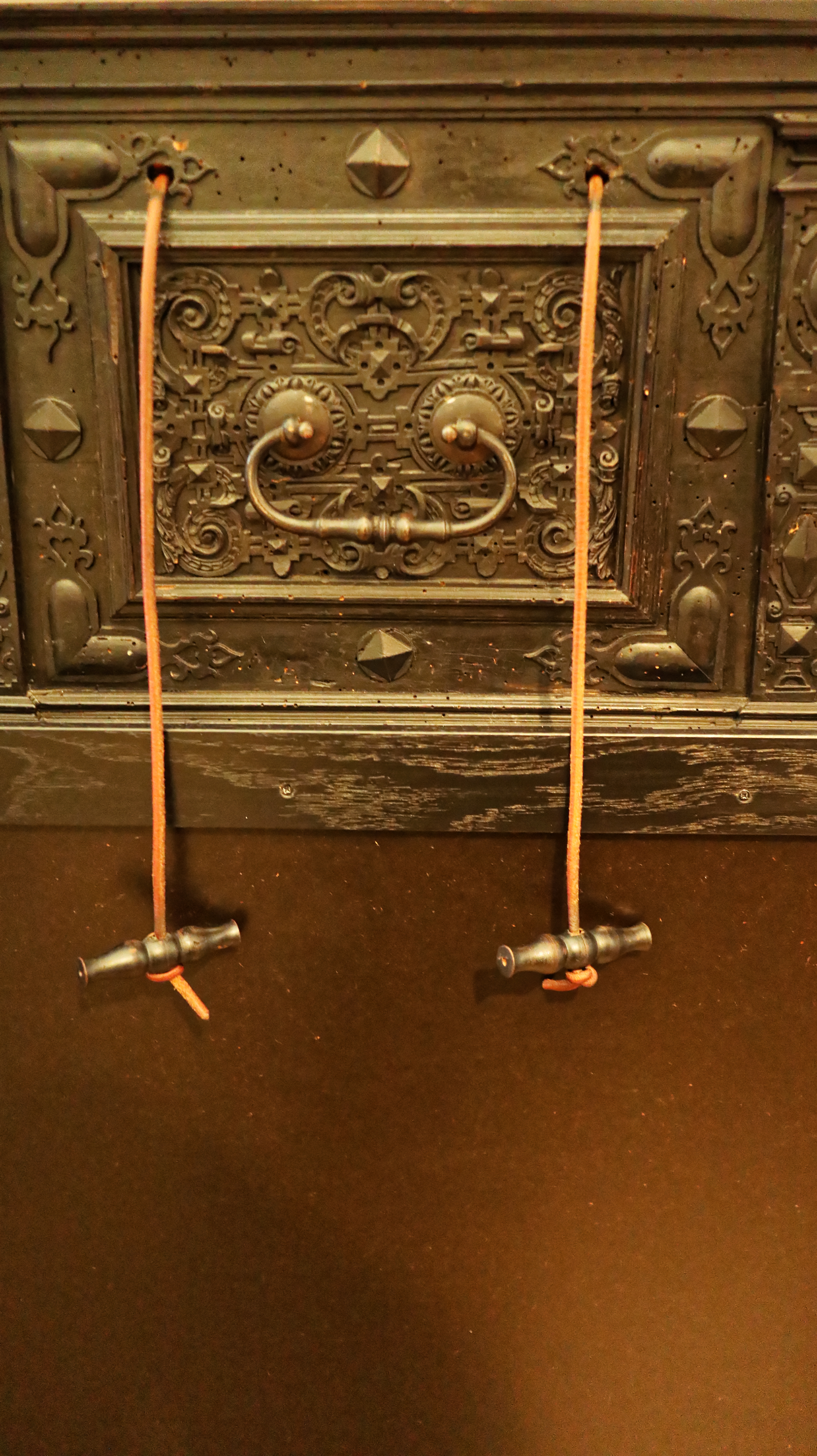
Seitliche Lederriemen zum Aufziehen der Keilbälge durch den Kalkanten

Im DomQuartier Salzburg – Museum St. Peter – ist in einer Vitrine ein Claviorganum ausgestellt, das der Innsbrucker Orgelbauer Josua Pockh im Jahr 1591 erbaut hatte. Seit seiner Restaurierung durch Peter Kukelka in den Jahren 1972 bis 1974 ist das Instrument wieder spielbar. Es ist das älteste bespielbare Claviorganum weltweit, hat einen Manualumfang von C–f³ mit kurzer Oktave und verfügt über folgende drei Register:
- Spinett 8' (ungeteilt)
- Regal 8' (Teilung Bass/Diskant bei d¹/dis¹, nur bis zum Ton a² ausgebaut, kurze offene Resonatoren)
- Flöte 4′ (Teilung Bass/Diskant bei d¹/dis¹, gedackt, aus Ahorn), ein Orgel-Register

Das Regal steht hinter einer Klappe und kann wahlweise mit geöffneter oder geschlossener Klappe gespielt werden. Die Windversorgung erfolgt durch zwei fünffältrige Keilbälge, die mit Lederriemen aufgezogen werden, der Kalkant steht dabei neben dem Instrument. Der Winddruck beträgt 80 mm WS. Die Stimmung ist mitteltönig, Stimmtonhöhe: a¹ ≈ 466 Hz (= Cornettton).
Vom Spinett sind die Stege, der Stimmstock und die Dockenleiste erhalten; die fehlenden Teile wurden im Rahmen der Restaurierung neu gebaut, ebenso das fehlende Regal. Die Flöte ist nahezu vollständig erhalten.
Im Aufstellungsraum können auf Knopfdruck vier Hörbeispiele von verschiedenen Musikstücken der Linzer Orgeltabulatur abgespielt werden, die der österreichische Musikwissenschaftler Peter Widensky auf diesem Instrument eingespielt hat.

### Zwei Claviorgana von Valentin Zeiss
Valentin Zeiss aus Linz war Hof-Orgelbauer des musikliebenden Kaisers Ferdinand III. Von Zeiss sind zwei große Claviorgana erhalten. Ein Instrument von 1639 befindet sich in Salzburg, im Carolino Augusteum: Der Cembaloteil hat zwei 8'-Register, und es gibt zehn Pedale. Ein weiteres Instrument von 1646 befindet sich in einer österreichischen Privatsammlung.

### Französische Claviorgana

Französisches Claviorganum im Museum für Kunst und Gewerbe Hamburg

Im Museum für Kunst und Gewerbe in Hamburg (Beurmann-Sammlung) befindet sich ein französisches Claviorganum, dessen Cembaloteil von Beurmann auf „ca. 1630“ datiert wird. Wenn die Datierung korrekt wäre, würde das bedeuten, dass dies das älteste erhaltene französische Cembalo wäre. Das Cembalo hat zwei Manuale und die Disposition 8'-8'-4'. Der Orgeluntersatz wurde erst im 18. Jahrhundert gebaut, er hat drei Register: 8', 4' und 2'.
Auch das berühmte und oft kopierte Cembalo von Vaudry 1681 (Victoria and Albert Museum, London) war ursprünglich Teil eines Claviorganums. Es gehörte der Duchesse du Maine, der Gemahlin eines natürlichen Sohnes von Ludwig XIV. mit seiner Mätresse Madame de Montespan.

### Claviorganum von Hermann Willenbrock
1712 baute Hermann Willenbrock ein Claviorganum (derzeit: Metropolitan Museum of Art, New York), wahrscheinlich für Georg I. von Hannover. Das Instrument könnte Händel gekannt haben, der zu dieser Zeit Hofkomponist in Hannover war. Außerdem wurde Georg kurze Zeit später König von England, Händels nächster Wirkungsstätte. Das Cembalo wurde später in ein Hammerklavier umgebaut.

### Claviorganum des Earl of Wemyss
Das wohl am besten erhaltene Claviorganum – das auch Händel gekannt haben könnte –, steht im Schloss des Earl of Wemyss (Gosford House, East Lothian, Schottland). Der Cembaloteil wurde 1745 von Jacob Kirckman (1710–1792) gebaut, der Orgelteil von John Snetzler (1710–1755) aus London. Das Cembalo ist ein typisches zweimanualiges Kirckman-Cembalo dieser Zeit, mit einem Klaviaturumfang von FF, GG – f''', und einer Disposition von 8'-8'-8'-4', dabei ist der dritte 8' ein Nasalregister. Der einmanualige Orgelteil hat folgende fünf Register: Stopped Diapason 8' (= Gedackt 8'), Open Diapason 8' (Prinzipal 8'; nur im Diskant von c'–f'''), Stopped Flute 4' (Gedackt 4'), Fifteenth 2', Mixture 2f. Eine Rekonstruktion dieses Instrumentes befindet sich im Orgel Art Museum.

## Festival
2003 wurde in Foligno das „Festival internazionale di claviorgano“ ins Leben gerufen, das erste und einzige Festival, das ausschließlich dem Claviorganum gewidmet ist. Es fand jährlich in der zweiten Hälfte des Oktober statt. Seit Sommer 2008 wird das Festival in Erice begangen.